# Lierre Keith
Lierre Keith ( /l i ɛər /, née en 1964) est une écrivaine américaine, féministe radicale, activiste alimentaire et écologiste radicale.

## Biographie
Lierre Keith a fréquenté la Brookline High School dans le Massachusetts. Elle a commencé à s'investir dans le mouvement féministe en tant que rédactrice fondatrice de Vanessa et Iris : Un Journal pour les Jeunes Féministes (1983–85) . Au même moment, elle a également fait du bénévolat dans un groupe appelé Women Against Violence Against Women à Cambridge, où elle a participé à des événements éducatifs et à des campagnes de protestation. En 1984, elle a participé à la création de Minor Disturbance, un groupe de protestation contre le militarisme dans une perspective féministe. En 1986, elle fut membre fondatrice de Feminists Against Pornography à Northampton, Massachusetts . Elle est rédactrice fondatrice de Rain and Thunder, une revue féministe radicale de Northampton.
En tant que féministe radicale et plus récemment en tant qu'écologiste radicale, Lierre Keith a fait de nombreuses apparitions, interviews et discours, aux États-Unis et au Canada.
Lierre Keith a été l'un des premiers défenseurs publics du mouvement américain de l'alimentation locale. Dans une histoire d'intérêt humain du Boston Globe en 2006, elle a déclaré : « J'aime savoir que je soutiens l'économie locale et non les entreprises américaines ».
Ses opinions ont attiré l'attention négative de certains végétariens, ce qu'un journaliste a appelé une « guerre végétalienne » . Illustrant le débat politique houleux, les manifestants ont frappé Keith avec des tartes au piment, lors d'une présentation de son livre The Vegetarian Myth au salon du livre anarchiste de Bay Area en 2010.

## Le Mythe végétarien
Le livre de Keith de 2009, Le Mythe végétarien : nourriture, justice et pérennité est un examen des effets écologiques de l'agriculture et du végétarisme. Dans Le Mythe végétarien, elle voit l'agriculture comme la destruction d'écosystèmes entiers, comme la prairie nord-américaine. L'agriculture détruit également la couche arable, selon Keith.

## Deep Green Resistance

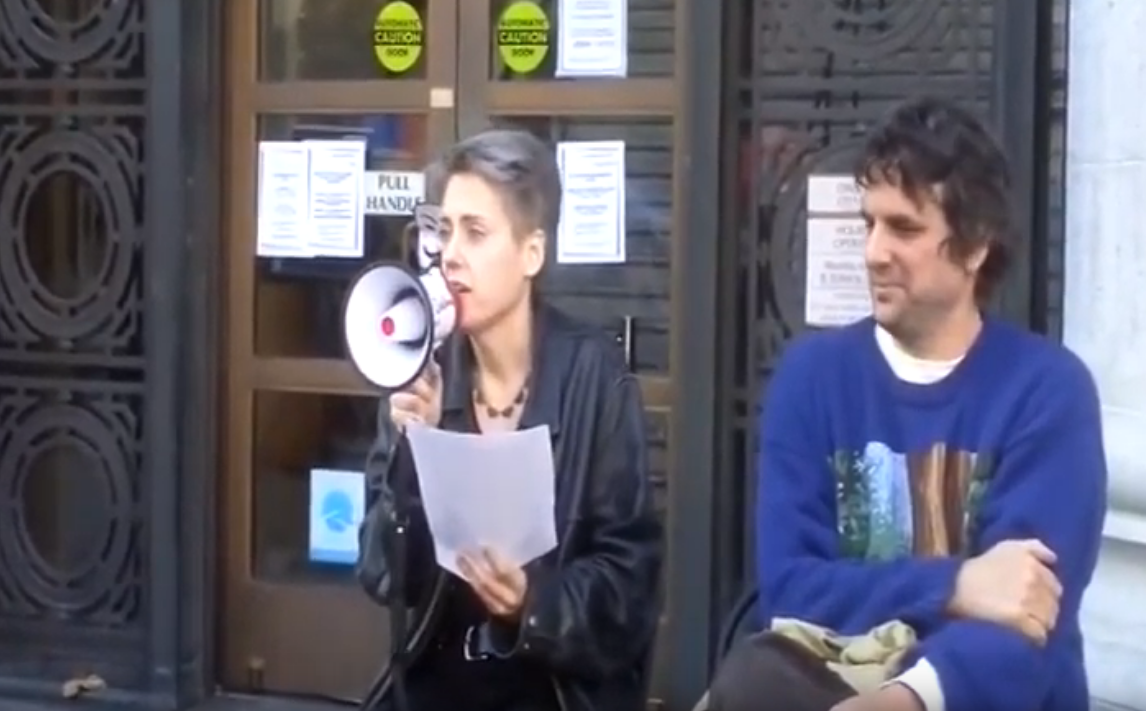
Lierre Keith (à gauche) et Derrick Jensen (à droite) avec Deep Green Resistance à Occupy Oakland en 2011

Keith est associée au mouvement Deep Green Resistance, et a co-écrit avec Aric McBay et Derrick Jensen Deep Green Resistance : Un mouvement pour sauver la planète, publié en mai 2011. Le livre se décrit comme un " manuel sur la façon de construire un mouvement de résistance qui fera tomber la civilisation industrielle et sauvera la planète " et " évalue les options stratégiques de résistance, de la non-violence à la guérilla, et les conditions requises pour que ces options fonctionnent ".
Après la publication de ce livre, les auteurs ont cofondé une organisation du même nom. Cependant, Aric McBay a quitté l'organisation début 2012, attribuant son départ à l'annulation d'une politique d'inclusion transgenre par Derrick Jensen et Lierre Keith. Deep Green Resistance a contesté ce récit, affirmant que "la position de la DGR sur les espaces réservés aux femmes n'était qu'une question parmi d'autres à l'époque. Ce sont les femmes de la DGR qui ont pris la décision de réserver les espaces réservés aux femmes. Cette décision n'a pas été prise par Derrick Jensen ou Lierre Keith. L'affirmation selon laquelle il s'agit d'une politique imposée par eux est un mensonge. Aric a participé à une conférence téléphonique sur ce sujet et a choisi de ne rien dire. Il a quitté l'organisation peu après, emportant une grosse somme d'argent de la DGR pour un travail qu'il n'avait pas fait et qu'il n'a toujours pas remboursé. Son seul commentaire a été qu'il y avait un manque de transparence dans la prise de décision. Jusqu'alors, la majorité des décisions avaient été prises par lui-même et un coordinateur. Il est clair que le départ d'Aric a été bénéfique. La politique féministe, y compris le droit des femmes à définir leurs propres espaces, est au cœur de notre travail. Quiconque ne respecte pas les choix des femmes n'a pas sa place au sein de la DGR."

### Sources et bibliographie
: document utilisé comme source pour la rédaction de cet article.
- Notices d'autorité :   - VIAF
  - ISNI
  - BnF (données)
  - IdRef
  - LCCN
  - GND
  - Israël
  - Corée du Sud
  - WorldCat

#### Essais en langue originale
- (en) Lierre Keith, Derrick Jensen, Stephanie McMillan, Arundhati Roy, Thomas Linzey et Aric McBay, Earth at Risk: Building a Resistance Movement to Save the Planet, PM Press, 2012, 258 p. (ISBN 978-1604866742)
- (en) Lierre Keith, Derrick Jensen et Aric McBay, Deep Green Resistance: Strategy to Save the Planet, Seven Stories Press, 2012, 560 p. (ISBN 978-1583229293)

- (en) Lierre Keith, The Vegetarian Myth: Food, Justice, and Sustainability, Seven Stories Press, 2009, 312 p. (ISBN 978-1604860801)

- (en) Lierre Keith, Skyler Gabriel, Fighting Words Pr, 2012, 183 p. (ISBN 978-0963266026)
- (en) Lierre Keith, Conditions of War, Fighting Words Pr, 2012, 163 p. (ISBN 978-0963266019)